# Eesti meistrid 1927
Il campionato estone di calcio 1927 fu la 7ª edizione del torneo; vide la vittoria finale dello Sport Tallinn che conquistò il suo quinto trofeo.

## Formula del torneo
Il torneo era tutto ad eliminazione diretta.

## Quarti di finale
- Sport Tallinn	16-0	Tervis Pärnu
- Võitleja Tallinn 4-1	Kalju Kilingi-Nomme
- Kalev Tallinn	9-0	Merkur Tallinn
- TJK Tallinn	7-2	Meteor Tallinn

## Semifinali
- Sport Tallinn	4-1	Võitleja Tallinn
- TJK Tallinn 4-1 Kalev Tallinn

## Finale
- Sport Tallinn 2-0	TJK Tallinn